# Marano dei Marsi
Marano dei Marsi è una frazione di poche decine di abitanti del comune di Magliano de' Marsi (AQ), in Abruzzo.

## Geografia fisica

### Territorio
Il paese è situato ad un'altitudine di 925 metri m s.l.m. in posizione dominante rispetto alla convalle Imele-Salto nei piani Palentini che separa il comune di Magliano de' Marsi dall'area reatina della valle del Salto e del Cicolano. Marano è abbarbicato sul monte La Costantina, alle pendici orientali del monte Faito (1.455 m s.l.m.) del gruppo montuoso dei Carseolani; a est si trova il massiccio del Velino. A valle il territorio maranese è attraversato dal corso del fiume Salto che origina dalla confluenza dell'Imele con il torrente Ràfia tra Scurcola Marsicana e Magliano e che più a nord, nel Lazio, alimenta l'omonimo lago.
Dista circa 8,5 chilometri dal capoluogo comunale.

## Origini del nome
Sull'origine del toponimo non c'è certezza. 
L'ipotesi più accreditata farebbe derivare il nome dai termini "mara" o "marana", indicanti la zona acquitrinosa e paludosa formata a valle dal fiume Salto dalla quale originò il toponimo del primo nucleo abitato altomedievale, situato più in basso rispetto al paese contemporaneo.
Ci sono varie supposizioni sull'etimologia del nome, prive però di evidenze di carattere scientifico: la derivazione dal termine "marra" o "marrana", una specie di zappa; oppure dalla contrazione degli aggettivi "mar(sic)ano" (abitante della Marsica) o "mar(i)ano" (per la devozione verso la Madonna); il nome sarebbe altresì legato alla presenza di una guarnigione di soldati provenienti da Marano di Napoli, oppure sarebbe originato dalla desinenza in lingua latina "anus", che indica un possesso (terre di proprietà di "Marius") e che avrebbe portato, per corruzione linguistica, al toponimo "Maranus". Ipotesi ugualmente giudicate inverosimili sono quelle che fanno riferimento al nome pressoché simile di un antico tipo di imbarcazione o a quello della nobile famiglia Mareri, signori della contea di Cicoli, discendenti dai Berardi conti dei Marsi.

## Storia

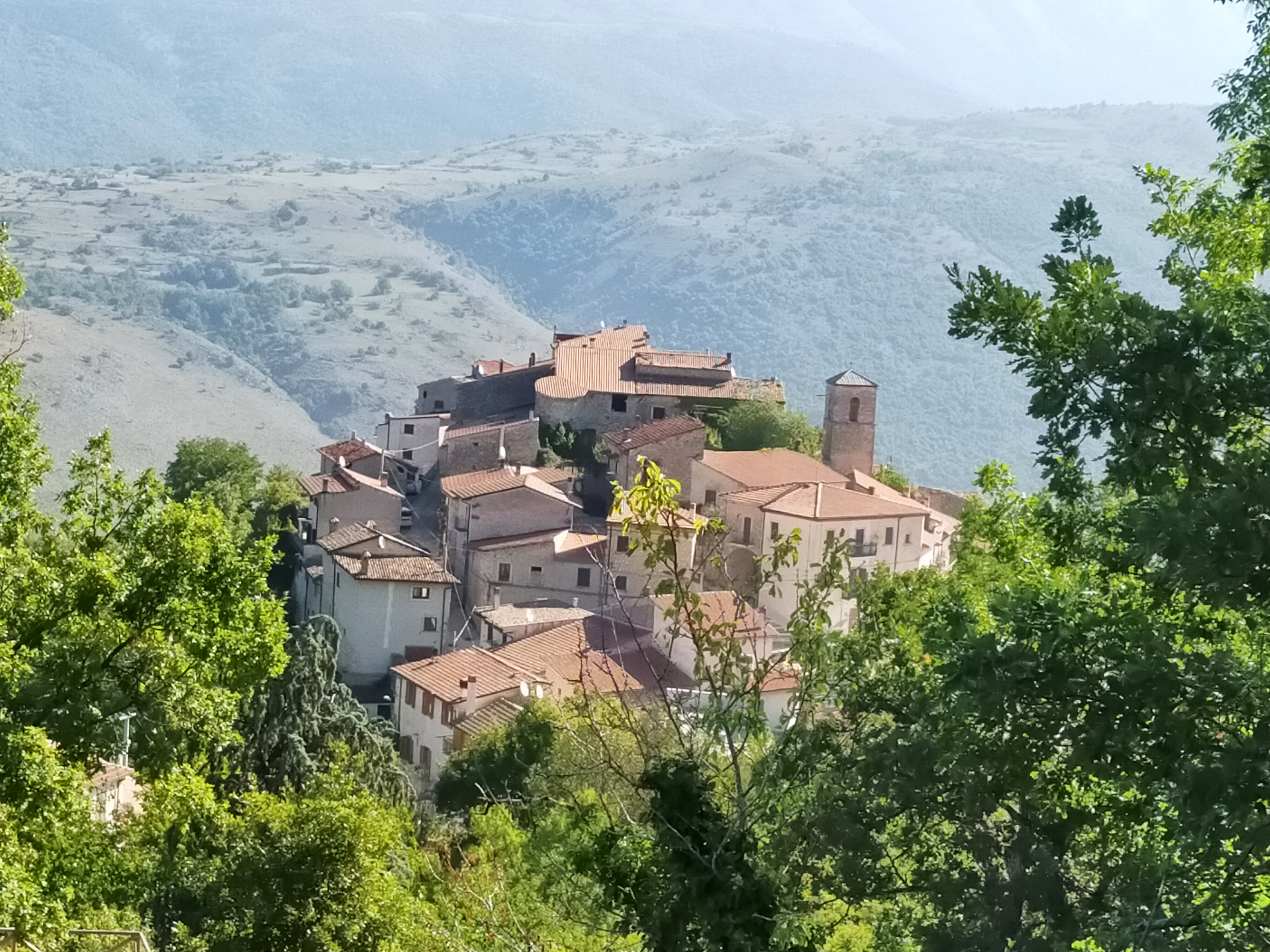
Veduta di Marano dei Marsi

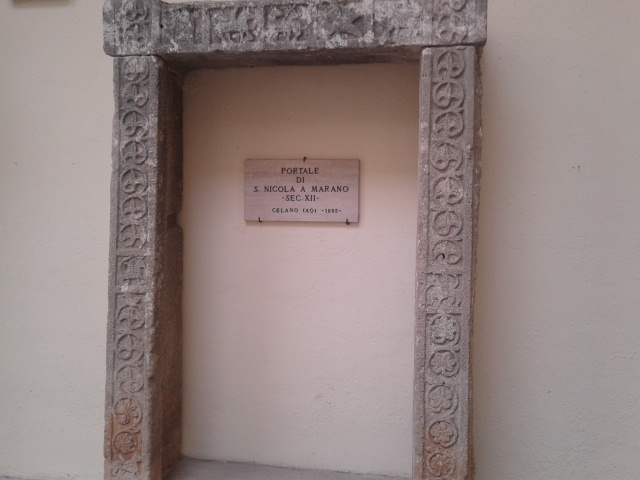
Portale di San Nicola (XII secolo - Museo d'arte sacra della Marsica)

In epoca preromana e romana il territorio maranese era collocato al confine dell'area equicola con quella appartenuta ai Marsi. Dopo la colonizzazione romana, nel periodo repubblicano, molto presumibilmente ricadde nell'ager publicus di Alba Fucens al confine con il municipium della Res publica Aequiculanorum, tra l'asse dell'originaria via Tiburtina Valeria e quello dell'antica via Equicolana; quest'ultima arteria collegava, attraverso i territori di Nersae e Thora, l'antica città di Reate ad Alba e al lago Fucino.
Il primo nucleo medievale arroccato su di una collina rocciosa e scoscesa, probabilmente era un paese romito, specie nei periodi delle persecuzioni ai danni dei cristiani o un punto di vedetta ideale per controllare le numerose scorribande a valle degli eserciti stranieri.
Con ogni probabilità il paese si è formato grazie all'unione dei due casali posizionati, il primo sul costone roccioso, l'altro successivamente decaduto situato nella località di San Nunzio (localmente detta Santo Nunzio), area montuosa nella quale era collocata l'omonima chiesa.

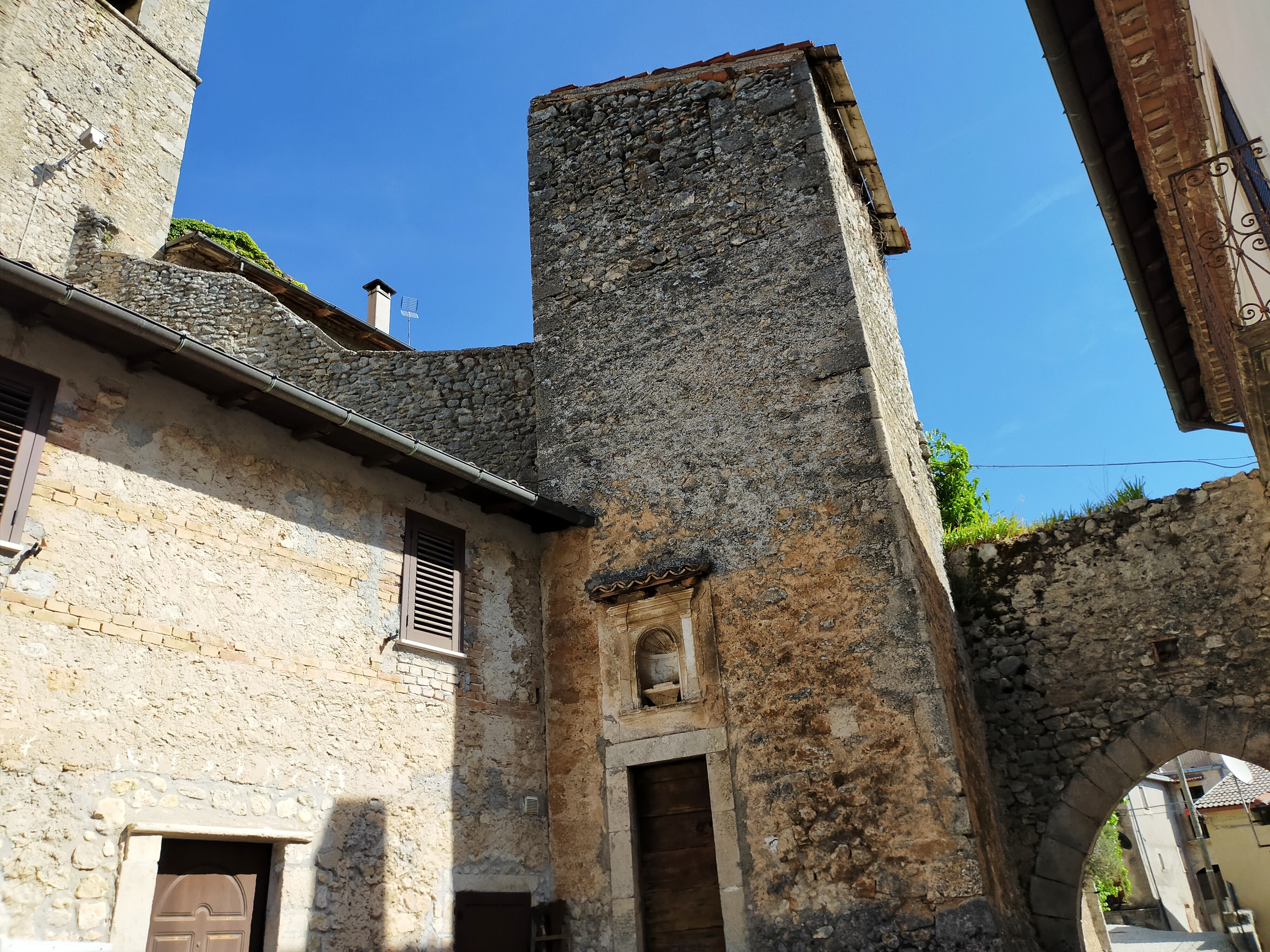
Porta della Peria e torri laterali

Il nucleo urbano si sarebbe sviluppato in particolare nell'epoca dell'incastellamento. Tra l'XI e il XII secolo fu costruito il castello-recinto di Castrum Marani, incluso tra i possedimenti della famiglia De Ponte nella contea dei Marsi. 
Il centro fortificato, posizionato in altura, era in collegamento visivo con i paesi dei piani Palentini, luogo dove nel 1268 si svolse la battaglia di Tagliacozzo tra Angioini e Svevi.
Dopo essere stato un possedimento degli Orsini in seno alla contea di Albe, il feudo maranese dai primi anni del Cinquecento fece parte, unitamente a quelli limitrofi di Sant'Anatolia e Cartòre, Spedino, Torano e Corvaro, del ducato di Tagliacozzo appartenuto alla nobile casata romana dei Colonna. Dell'universitas bassomedievale del 1581 di Castri Marani restano visibili le tre torri dell'antica fortificazione.
Fin dal periodo medievale e per lunghi secoli la transumanza verso i tratturi che conducono in Puglia (tratturo Celano-Foggia) e nella Campagna romana favorì gli spostamenti stagionali dei pastori del Cicolano, della val de' Varri e della Marsica occidentale per motivi economici. In questi territori l'epoca moderna e quella contemporanea furono caratterizzate anche dal brigantaggio pre e post unitario, anche se a Marano non si registrarono atti di violenza o episodi collegabili direttamente a tale fenomeno.
La villa di Marano, in seguito all'abolizione del feudalesimo, fu inclusa inizialmente nel comune di Sante Marie, solo in seguito dal 1868, fu aggregata a quello di Magliano de' Marsi.
Così come avvenne per Tagliacozzo e altri centri dei piani Palentini e della piana del Cavaliere, il paese abitato da circa 400 persone subì gravi danni dal terremoto di Rosciolo del 1904 e soprattutto dal terremoto della Marsica del 1915 che rase al suolo molti centri dell'area fucense-rovetana e la vicina città di Avezzano.
Nella seconda guerra mondiale, le truppe naziste guidate da Albert Kesselring e a lungo asserragliate tra il territorio di Borgorose e il castello di Albe si resero protagoniste, durante la ritirata, di azioni di rappresaglia e di gravi atti di violenza ai danni della popolazione locale. Nel secondo dopoguerra anche Marano subì, a causa delle mutate condizioni economiche, lo spopolamento e l'emigrazione, con la gran parte dei suoi abitanti che si trasferì a valle o in varie città dell'Abruzzo e del Lazio. Il territorio maranese segna il confine settentrionale della diocesi di Avezzano con quella di Rieti.

## Monumenti e luoghi d'interesse

### Architetture religiose

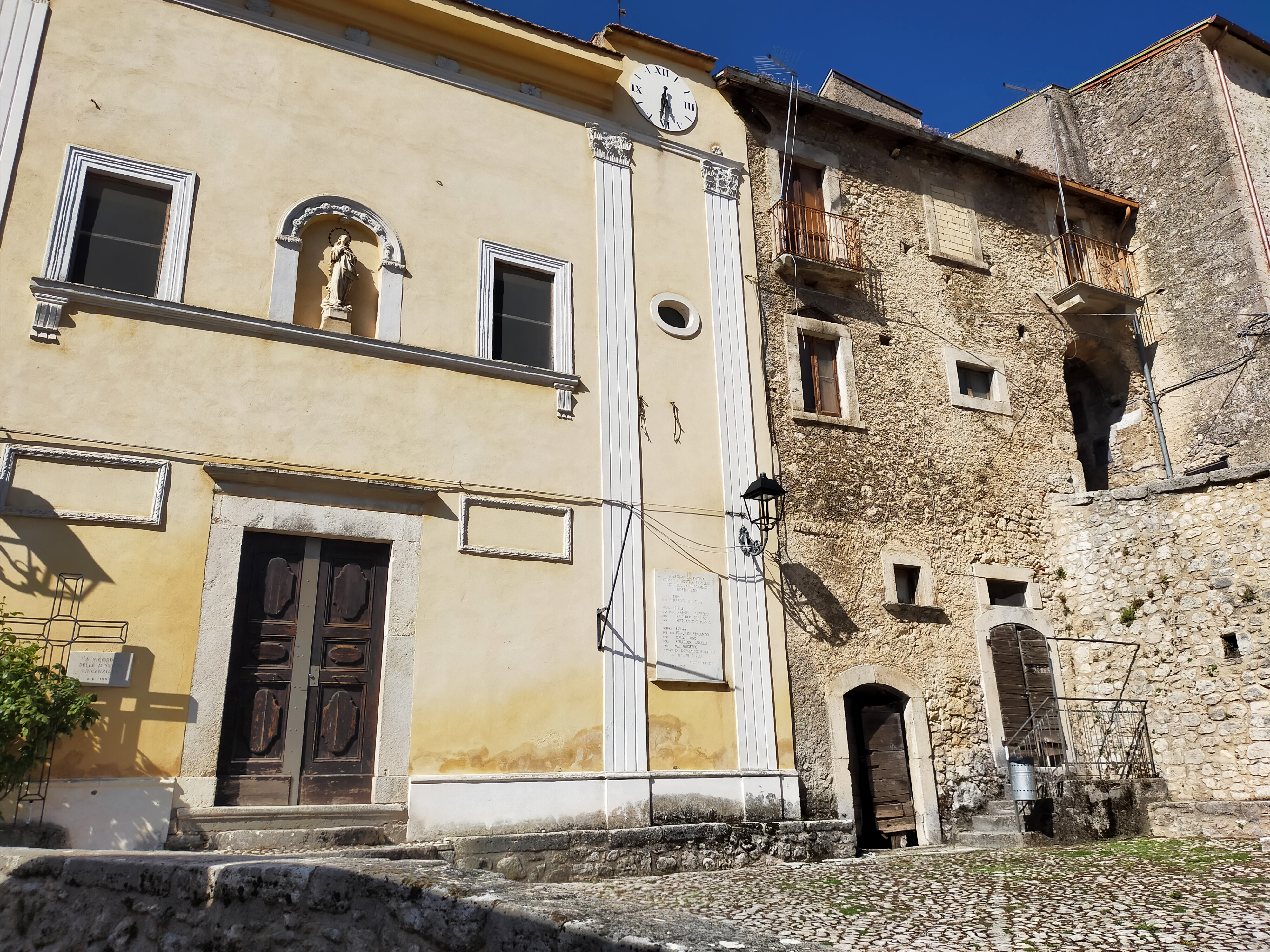
Abbazia di Santa Maria Assunta

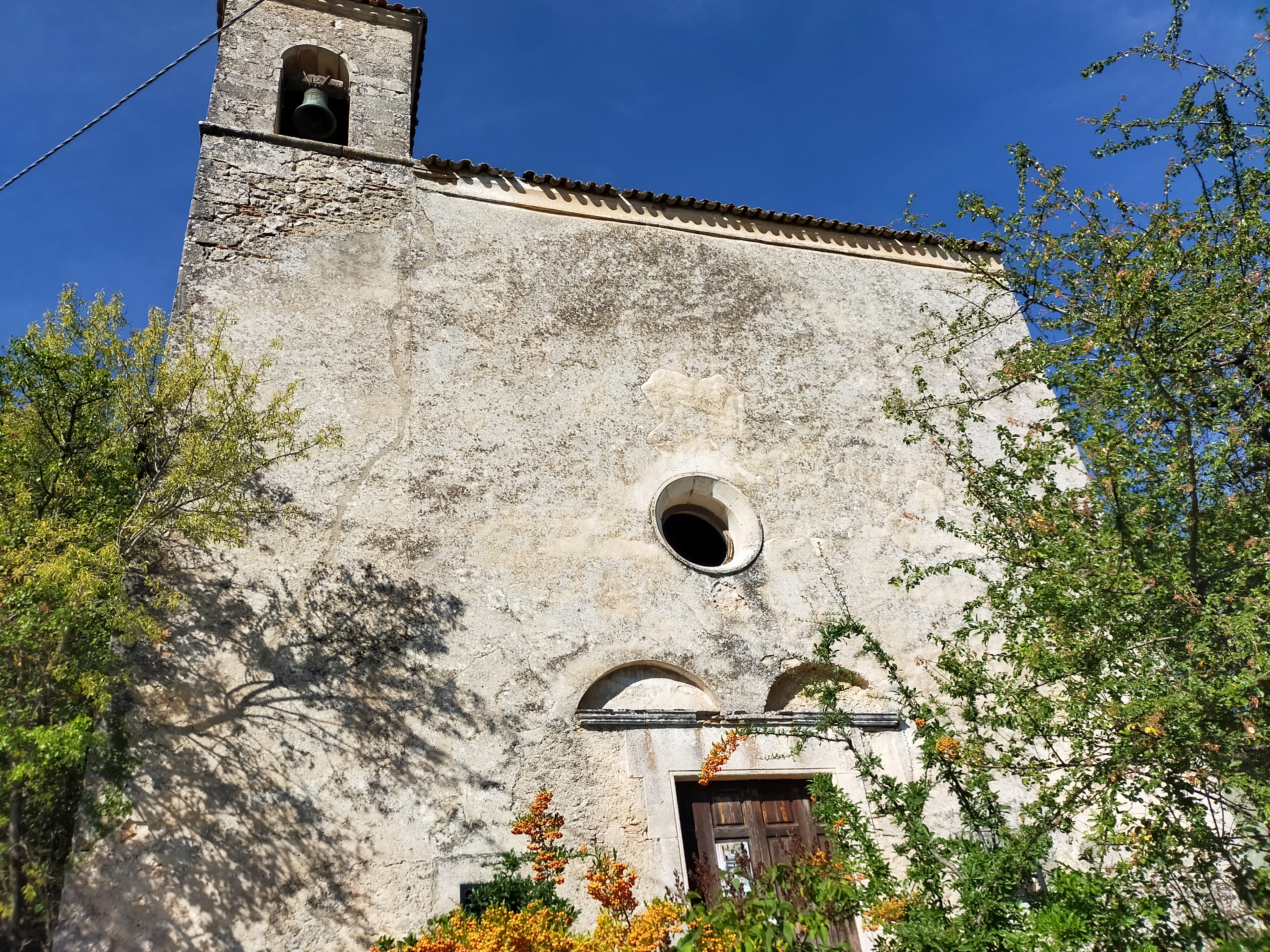
Chiesa dei Santi Giovanni e Paolo

Abbazia di Santa Maria AssuntaChiesa parrocchiale il cui titolo deriva dalla storica presenza dei benedettini a Marano. L'abbazia, costruita nel XV secolo sul sito del preesistente castello-recinto diroccato, è situata nelle adiacenze delle torri superstiti della fortificazione bassomedievale. Presenta due altari, quello maggiore è decorato con un quadro di santa Maria Assunta. L'altare quattrocentesco scomparso era dedicato a sant'Agata, quello laterale a sant'Antonio di Padova. La nicchia della Madonna delle Grazie ospita la statua della venerata Madonna del Latte. Non distante, vicino alla porta della Peria, si trova una piccola edicola dedicata a sant'Antonio abate. Accanto al portale è stato collocato un cippo funerario del I secolo, forse dedicato a un esponente di una gens romana. Due lapidi, collocate lateralmente sulla facciata tra il 1962 e il 1963, ricordano i caduti della prima e della seconda guerra mondiale e l'opera delle suore Vincenziane.
Chiesa dei Santi Giovanni e PaoloEdificata intorno all'XI secolo in epoca romanica era dedicata a san Giovanni Battista. La chiesa extra moenia, tra il XV e il XVIII secolo fu ingrandita e restaurata; presumibilmente nella metà del Settecento fu intitolata ai santi Giovanni e Paolo. Fu dotata tra il XIII e il XIV secolo di una croce processionale in legno rivestita da una lamina argentea di scuola sulmonese. Chiusa al culto, sorge su un colle che domina il paese. Internamente presenta un altare in stile barocco, un antico affresco della crocifissione, una pala d'altare settecentesca e due piccole statue lignee raffiguranti i santi protettori di Marano.
Ruderi della chiesa di San NicolaLa chiesa rurale a navata unica, della quale restano pochi ruderi in località Piè di Marano, ha restituito un portale lapideo risalente al XII secolo conservato dal 1985 nel museo d'arte sacra della Marsica presso il castello Piccolomini di Celano.
Ruderi della chiesetta di San NunzioPiccolo edificio di culto a base rettangolare del quale restano pochi ruderi nella località montuosa posta a sud-ovest di Marano a quota 970 m s.l.m. È citato in alcuni documenti ecclesiastici della diocesi dei Marsi insieme alla chiesa principale di Santa Maria, alla chiesuola di San Nicola e ai piccoli edifici di culto dedicati a san Rocco, a san Biagio e a san Leucio (chiesa di "San Leucio in Moscosi" forse collocata sulla collina ad est di San Nicola a Piè di Marano).

### Architetture civili

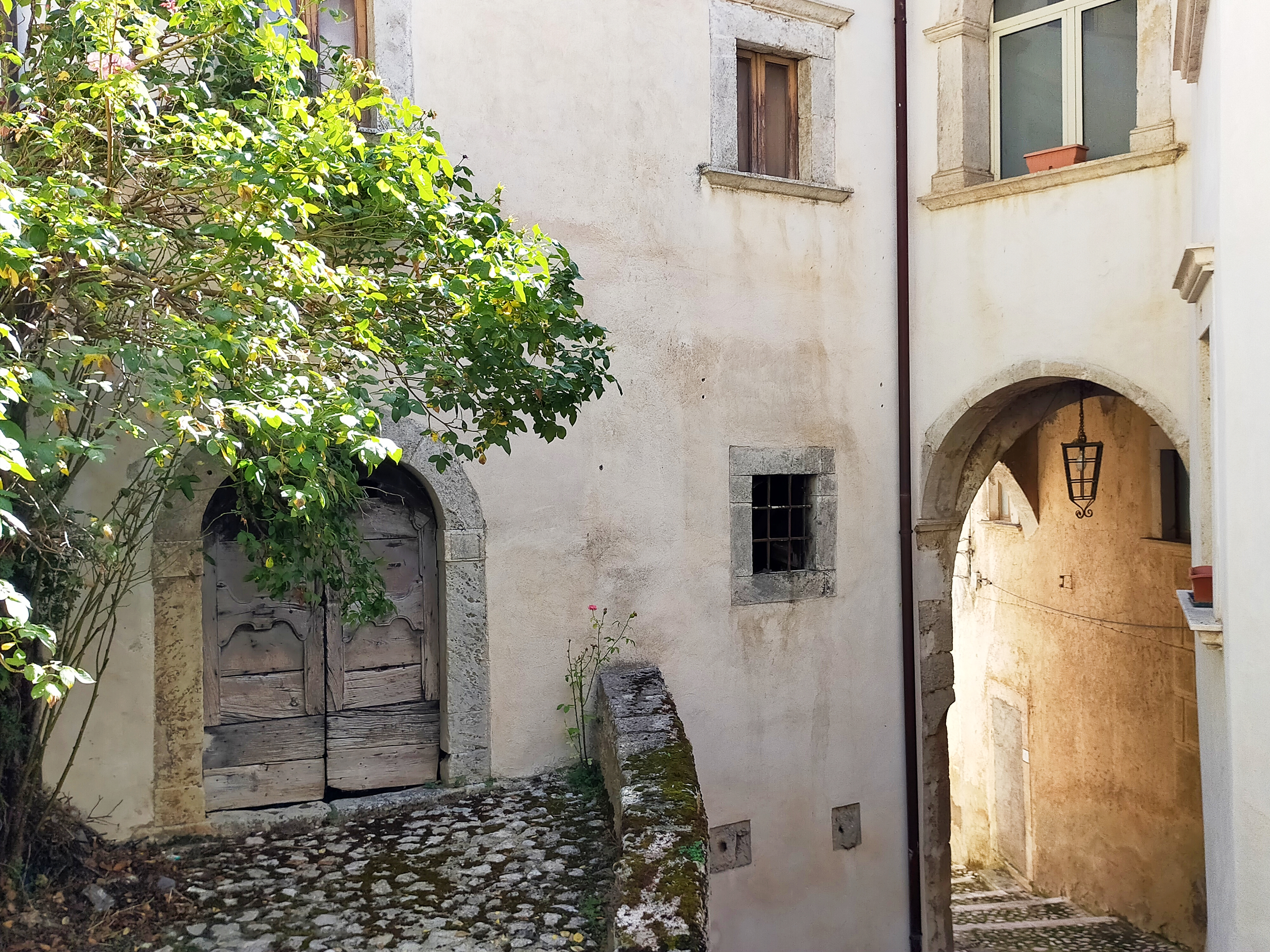
Case Castellane nel centro del paese

- Casa Celimontana.
- Case Castellane.
- Porta della Peria (XIV secolo).
- Ruderi del casale Tavani[37].

### Architetture militari
Castello di MaranoFortificazione di epoca bassomedievale a pianta trapezoidale, citata nel Catalogo dei Baroni di epoca normanna. Le tre torri sono ciò che resta del castello marsicano. Una torre in particolare risulta inglobata nel complesso abbaziale di Santa Maria Assunta, al centro del nucleo abitato contemporaneo. All'accesso del castello è presente la parte del blocco di un fregio d'armi antico.

### Siti archeologici
San Biagio in PoggioTracce di un vicus, un santuario italico-romano e di un castello sono emerse nelle località di Poggio San Biagio (versante occidentale del monte Carce) e a Casale San Biagio (Piè di Marano-tenuta barone Masciarelli); in quest'ultimo luogo a 682 m s.l.m. era collocata la villa di epoca imperiale.
Altri sitiNei pressi della località Piè di Marano sono emersi i frammenti fittili riconducibili all'età del ferro. A San Nicola in Piè di Marano ci sono le tracce di un piccolo santuario italico-romano. Nell'area di San Nunzio sono state rinvenute diverse tombe di epoca romana e resti tombali in terracotta e vasellame. Altri rinvenimenti si sono avuti nelle località di Tricaglio, Fonte di Tezio-Salere, Valle di Marano, infine a San Nunzio e lungo il sentiero che conduce al colle di Mezzo (1218 m s.l.m.) e ai territori montani di San Donato, Gallo e Scanzano.

### Aree naturali
- Convalle Imele-Salto.
- Fonte Marano.
- Aia Guardapiano.
- Monti Faito, La Costantina e Saticone (monti Carseolani).
- Monte Velino[42].
- Cammino dei Briganti, sentiero a lunga percorrenza[43].

## Società

### Tradizioni e folclore
A Ferragosto si celebra la festa patronale in onore dei santi Giovanni e Paolo. Prima dello spopolamento, le celebrazioni religiose si svolgevano annualmente il 26 giugno. Durante i riti popolari si teneva l'asta dei maccheroni.

## Infrastrutture e trasporti

### Strade
Il territorio di Marano dei Marsi è attraversato dall'autostrada A25 Roma-Pescara e dal tratto classificato come strada provinciale della strada statale 578 Salto Cicolana che collega Avezzano a Rieti.